# Теорія фемінізму

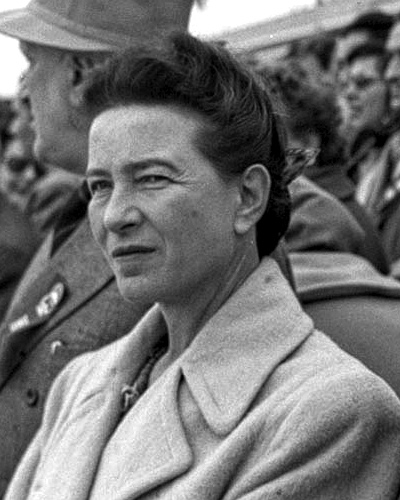
Симона де Бовуар, авторка Другої статі, 1955

Теорія фемінізму, феміністична теорія (англ. Feminist theory) — розвиток дискурсу фемінізму в науковій, філософській і художній площинах, спрямований на розуміння природи гендерної нерівності. Феміністична теорія досліджує жіночі та чоловічі соціальні ролі, досвіди, інтереси та феміністичні чи гендерні політики в різних наукових та соціальних сферах, таких як антропологія, соціологія, філософія, психоаналіз, медіа, дослідження, політика, ідеологія, комунікація, освіта, література, мистецтво, домашня економіка.
Теорія фемінізму зосереджена на аналізі гендерної нерівності. Теми, що їх досліджує фемінізм, включають патріархат в цілому, сексизм (дискримінацію), об'єктивацію (особливо сексуальну), утиск (англ. oppression), соціальні та психологічні гендерні стереотипи, мистецтвознавство та сучасне мистецтво, естетику та ряд інших.
Поглибленням феміністичної теорії шляхом наукового методу та застосуванням феміністичного методу в прикладних областях знання займається феміністична наука. Дотичні теми в ширшому контексті гендеру розкривають гендерні дослідження (жіночі, чоловічі, квір-студії). Прикладний характер означених дисциплін підсумовують гендерні політики.

## Дисципліни
Розвинуто (в основному за кордоном) чисельні окремі феміністичні дисципліни, у котрих експертки в інших галузях науки та практики застосовували феміністичні техніки та принципи до своїх предметних областей. Перелік галузей не є вичерпним і постійно зростає, єдиною зі сталих ознак маючи міждисциплінарність. Найбільш об'ємні із напрацювань феміністичної теорії включають такі дисципліни:
- Феміністична філософія, з котрої зародилась наукова феміністична думка, розвинула, зокрема, такі дисципліни, як феміністична епістемологія[en] та гносеологія, феміністичний екзистенціалізм[en], феміністична етика, феміністична філософія науки[en], феміністична естетика[en], феміністичний емпіризм[en] та метафізика[en], феміністичний пост-структуралістський дискурсивний аналіз[en]);
- Феміністична психологія (критика андроцентричних підходів мейнстрімної психології до XX століття). Феміністична психологія критикує факт того, що історично психологічні дослідження провадилися з чоловічої перспективи, з прийняттям за норму чоловіка. Це психологія, зорієнтована на принципи та цінності фемінізму. Вона досліджує соціальні структури та гендер, а також те, як на жінок впливають пов'язані з ним проблеми.
  - Феміністичний психоаналіз ревізує погляди переважно фрейдизму з тим, щоб нейтралізувати його андроцентричність та/або мізогінність, а також пов'язати гендерну нерівність з досвідами раннього дитинства (через засвоєння норм «чоловічості» та «жіночості»). Обґрунтовано формування гендеру в ході психосексуального розвитку (а не залежно від біологічної статі), роздільність статевих і гендерних відмінностей. Наприклад: Феміністичні погляди на Едіпів комплекс[en]. З 1970-х років французькі постлаканіанки Юлія Кристева, Мод Манноні[en], Люс Ірігаре та Браха Еттінгер глибоко вплинули на розуміння предмета філософії та психоаналітичного дослідження як таких. Також вагомий внесок у феміністичний психоаналіз зробили Джессіка Бенджамін, Жаклін Роуз, Рейнджана Ханна, Шошана Фелман[en];
  - Феміністична сексологія[en], що виробила феміністичні погляди на сексуальність[en] як таку, на орієнтацію[en], на порнографію, на трансгендерність.
  - Прикладною та водночас дотичною до феміністичної психології є Феміністична педагогіка (рефлексія виховних практик в руслі нерівностей та розробка несексистських виховних підходів).
- Феміністична історія (досліджує роль жінок у світовій історії та перепони на шляху її висвітлення. Також стрімко розвиваються такі області, як феміністична археологія та антропологія). Феміністична історія — це перепрочитання історії з жіночої перспективи. Мета феміністичної історії — дослідити та освітити жіночу думку на історію через нове дослідження письменниць, мисткинь, філософинь тощо, аби відкрити та продемонструвати значущість жіночих голосів та виборів у минулому. Феміністична історія намагається змінити природу історії, включаючи гендер в усі аспекти історичного аналізу, а також переглядаючи історію крізь критичну феміністичну оптику. Джилл Меттьюз (Jill Matthews) стверджує, що «мета цієї зміни є політичною: підважити практики історичної дисципліни, що применшували та утискали жінок, та створити практики, які нададуть жінкам автономію і простір для самовизначення».
- Феміністична мистецька критика[en], зокрема, феміністична літературна критика, феміністська теорія кіно, феміністична теорія в письменництві[en] (підходи, що аналізують традиційне та сучасне мистецтво з феміністичного та жіночого погляду на наявність у ньому андроцентризму, сексизму, чоловічого погляду, гендерної стереотипізації, замовчувань та викривлень жіночого досвіду. Результатом такого осмислення стало феміністичне мистецтво. Див.: Феміністичний мистецький рух, феміністична наукова фантастика, «Поверх спадщини»);
- Феміністична економічна теорія пов'язана з феміністичним переосмисленням таких царин, як міжнародні відносини[en] (феміністичний конструктивізм[en]), політична екологія та політична теорія;
- Феміністична теологія (зокрема, теалогія, вуменістична теалогія, ревізіоністська міфологія[en]).
- Феміністична соціологія[en], Феміністична біологія, Феміністична географія, Фемінізм і сучасна архітектура[en], Феміністична технонаука[en].

## Проблеми
Хоча феміністичний аналіз може бути застосовано до будь-яких явищ дійсності, виділяються теми, пропрацьовані традицією феміністичної критики більш ретельно. В подібному фокусі знаходяться:
- Гноблення, гніт, утиск (англ. oppression) — загальні питання нерівності, андроцентризму, концептуалізація патріархату, сексизм, мізогінія та гендерне насильство.
- Тілесність і сексуальність — переосмислення традиційних систем гендеру та сексуальності, їх соціальна конструйованість, деконструкція біологізаторських уявлень про фемінність і маскулінність. Див. Соціальне конструювання гендеру, Гендерна поляризація);
- Мова — вплив закріплених у мові владних структур нерівності на їх відтворення. Див., напр., гендерна лінгвістика, феміністична мовна реформа, фемінітиви, гендерна нейтральність у мовах з граматичним родом);
- Інтерсекційність — аналіз систем взаємопов'язаних систем розділення, дискримінації та утиску (таких, наприклад, як стать, сексуальність, клас, раса, національність, стан здоров'я, доступ до ресурсів, мова, релігія тощо), що перетинаються та створюють множинні тиски та привілеї).

## Методи та концепти
- Феміністичний метод
- Écriture féminine[en]
- Особисте — це політичне
- Моносексуальна парадигма (Monosexual paradigm)
- Теорія комунікації
- PR
- Дизайн
- Чорна феміністична кримінологія (Black feminist criminology)
- Феміністична наука та технологічні дослідження (Feminist science and technology studies)